# 豐富停車區
豐富停车区（平假名：とよとみパーキングエリア）是位於兵庫縣姬路市的播但連絡道路之休息區。此北行線休息區同時設置山陽姬路東IC。

## 連接道路
- 播但連絡道路

## 歷史
- 1981年1月13日 - 播但連絡道路砥堀匝道至花田IC之間開通，此休息區也同時啟用。

## 休息區設施
- 北行線（和田山方向）[1]
  - 停車場
    - 小型車：28台
    - 大型車：10台
    - 傷殘人士專用：2台

  - 廁所
    - 男士 大型2、小型5
    - 女士 5
    - 輪椅人士專用 1

  - 商店（8:00-20:00）
- 自動售賣機
- 公共電話
- 南行線（姬路方向）
  - 停車場
    - 小型車：30台
    - 大型車：12台
    - 傷殘人士專用：2台

  - 廁所
    - 男士 大型2、小型5
    - 女士 5
    - 輪椅人士專用 2
- 自動售賣機
- 公共電話

## 鄰近設施
播但連絡道路
(2)花田IC/TB - (3)山陽姬路東IC/豐富停车区（北行） - 豐富停车区（南行） - (4)豐富匝道

## 相關項目
- 日本服務區與休息區一覽

## 外部連結
- 兵庫國道事務所（页面存档备份，存于）（日語）